# Goniopneustes pentagonus
Goniopneustes
Genre
Espèce
Synonymes
- Amblypneustes pentagonus A. Agassiz, 1872[1]

Goniopneustes pentagonus, unique représentant du genre Goniopneustes, est une espèce d'oursins de la famille des Toxopneustidae.

## Description
C'est un oursin régulier de forme sphérique, avec la bouche située au centre de la face inférieure (« face orale ») et l'anus à l'opposé (face dite « aborale »), au sein de l'« appareil apical » situé au sommet de la coquille (appelée « test »).
Ce disque apical est hémicyclique, et la face aborale présente des bandes nues radiales et interradiales distinctes.

Les ambulacres sont trigéminés, avec des paires de pores arrangées en arcs, formant une bande. Ils ne forment pas de phyllodes sur la face orale.

Les ambulacres présentent des tubercules primaires toutes les deux ou trois plaques seulement.

Les tubercules sont petits et non crénulés.

## Répartition et habitat
On trouve cet oursin en mer de Chine, entre 50 et 90 m de profondeur.

## Publications originales
- Genre Goniopneustes :
  - (en) P. Martin Duncan, « A Revision of the Genera and great Groups of the Echinoidea », Journal of the Linnean Society of London, Zoology, Londres, Inconnu, vol. 23, nos 141-144,‎ décembre 1889, p. 1-311 (ISSN 0368-2935 et 2378-5314, OCLC 1680906, DOI 10.1111/J.1096-3642.1889.TB01431.X, lire en ligne).
- Espèce Goniopneustes pentagonus :
  - (en) A. Agassiz, « Preliminary Notice of a few Species of Echini », Bulletin of the Museum of Comparative Zoölogy at Harvard College, Cambridge, vol. 3,‎ 1872, p. 55-58 (ISSN 0027-4100, lire en ligne, consulté le 31 décembre 2020).